# Play Loud! Productions
play loud! productions ist eine unabhängige Filmproduktionsfirma und gleichzeitig ein DVD- und Plattenlabel mit Sitz in Berlin.

## Geschichte
Play loud! wurde 1997 von den Filmemachern Dietmar Post und Lucía Palacios in New York City gegründet. So war play loud! an der Erstellung verschiedener preisgekrönter Dokumentarfilme beteiligt: Wall Street – Ein Film über Geld von Thomas Schadt, The Nomi Song von Andrew Horn, Das Netz von Lutz Dammbeck, Walker Evans von Reiner Holzemer und La Espalda del Mundo von Javier Corcuera. Neben Werbung, Kurzfilmen, EPKs und Videos produzierte play loud! zunehmend eigene Kurz- und Dokumentarfilme. 2002 zog die Firma dann nach östlich gelegenen Teil Berlins. Seit 2006 fungiert sie auch als DVD- und Plattenlabel und können so auf ihrem eigenen Label veröffentlichen.
Kritiker nennen Post und Palacios das deutsche Pendant zu den Direct-Cinema-Regisseuren D. A. Pennebaker und Chris Hegedus. Im Jahr 2008 gewannen sie für den Film Monks – The Transatlantic Feedback den Adolf-Grimme-Preis.

## Filmografie
- 1996: Bowl of Oatmeal (USA) (Produktion und Verleih)
- 1998: Cloven Hoofed (USA, Deutschland, Spanien) (Produktion und Verleih)
- 2002: Reverend Billy & The Church of Stop Shopping (USA, Deutschland, Spanien) (Produktion und Verleih)
- 2002: Turtle Monkey (Deutschland, USA) (Produktion)
- 2004: The Nomi Song (Deutschland) (Line-Production)
- 2006: Monks – The Transatlantic Feedback (USA, Deutschland, Spanien) (Produktion und Verleih)
- 2009: Klangbad: Avant-garde in the Meadows (USA, Deutschland, Spanien) (Produktion und Verleih)
- 2010: Faust: Live at Klangbad Festival (USA, Deutschland, Spanien) (Produktion und Verleih)
- 2013: Donna Summer: Hot Stuff (Deutschland, USA) (Produktion)
- 2013: Franco’s Settlers (Los Colonos del Caudillo) (Deutschland, Spanien) (Produktion)[3]
- 2015: German Pop and Circumstance (Deutsche Pop Zustände) (Deutschland) (Produktion)
- 2018: Franco on Trial: The Spanish Nuremberg? (Deutschland, Spanien) (Produktion)

## Preise und Nominierungen
- 1996: Philadelphia UFVA Film Festival (Bester Kurzfilm: Bowl of Oatmeal)
- 1998: Berlin Interfilm Eject (3. Publikumspreis: Bowl of Oatmeal)
- 2003: Melbourne Underground Film Festival (2. Bester Dokumentarfilm: Reverend Billy)
- 2004: Tarragona REC Film Festival (Publikumspreis Bestes Erstlingswerk: Reverend Billy)
- 2006: Leeds Film Festival (Publikumsliebling: The Transatlantic Feedback)
- 2006: Hessischer Filmpreis (Nominierung Bester Dokumentarfilm: The Transatlantic Feedback)
- 2007: San Francisco Berlin & Beyond Festival (2. Publikumspreis: The Transatlantic Feedback)
- 2007: Würzburger Filmtage (Publikumspreis Bester Dokumentarfilm: The Transatlantic Feedback)
- 2007: Milan Doc Festival (Bester Schnitt: The Transatlantic Feedback)
- 2008: Adolf-Grimme-Preis (Buch & Regie: The Transatlantic Feedback)
- 2014: New England Festival of Ibero American Cinema (NEFIAC) (Best Documentary: Franco’s Settlers)[4]
- 2015: Festival du Cinéma Latino Américain de Montréal (Bester Dokumentarfilm: Franco’s Settlers)[5]
- 2016: Adolf-Grimme-Preis Nominierung (Buch & Regie: German Pop and Circumstance – Deutsche Pop Zustände)
- 2019: Festival International de Cinéma et Mémoire Commune, Nador, Marokko (Grand Prix Documentaire: Franco vor Gericht)

## Diskografie (Auswahl)
- 2001: The Monks – ...let’s start a beat!
- 2009: Floating di Morel – Said My Say
- 2009: Doc Schoko – schlecht dran, gut drauf
- 2014: Guru Guru – Hinten
- 2016: Guru Guru – UFO
- 2016: Limpe Fuchs – Gestrüpp
- 2017: Die Regierung – So Drauf
- 2018: The Vulgar Boatmen – You and Your Sister
- 2020: Familie Hesselbach – Familie Hesselbach
- 2021: Mona Mur – Mona Mur